# Bilaki, Bhadravati
Bilaki là một làng thuộc tehsil Bhadravati, huyện Shimoga, bang Karnataka, Ấn Độ.